# Eleccions legislatives austríaques de 1930
Les eleccions legislatives del 1930 a Àustria, al Consell Nacional van ser el 9 de novembre de 1930, les últimes abans de la Segona Guerra Mundial. Tot i que els socialdemòcrates foren la força més votada, els partits dretans governaren mitjançant una aliança. La forta inestabilitat política provocà que aconseguissin el poder els austrofeixistes Engelbert Dollfuss, qui hi posà com a canceller Kurt von Schuschnigg. Van dominar la política austríaca fins que Àustria fou incorporada al Tercer Reich (Anschluss).

## Resultats
Resum dels resultats electorals de 9 de novembre de 1930 al Consell Nacional d'Àustria
| Partits                                                          | Partits                                                                                                | Vots      | +/- | %     | +/-   | Escons | +/- |
| ---------------------------------------------------------------- | --- | --------- | --- | ----- | ----- | ------ | --- |
|                                                                  | Partit Socialdemòcrata dels Treballadors (Sozialdemokratische Arbeiderpartei)                          | 1.517.146 | —   | 41,69 | -1,2  | 72     | +1  |
|                                                                  | Partit Socialcristià i Heimwehr ('Christlichsoziale Partei )                                           | 1.314.956 | —   | 35,7  | -12,4 | 66     | -7  |
|                                                                  | Partit Popular de la Gran Alemanya i Landbund (Großdeutsche Volkspartei)                               | 428.255   | —   | 11,6  | +5,44 | 19     | +7  |
|                                                                  | Heimatblok                                                                                             | 227.421   | —   | 6,25  |       | 8      | +8  |
|                                                                  | Partit Nacional Socialista dels Treballadors Alemanys (Nationalsozialistische Deutsche Arbeiterpartei) | 111.627   | —   | 3,07  | +3    | -      | -   |
|                                                                  | Partit Comunista d'Àustria (Kommunistische Partei Österreichs)                                         | 20.951    | —   | 0,58  | +0,2  | -      | —   |
|                                                                  | Irene Harand                                                                                           | 14.980    | —   | 0,41  | —     | 0      | —   |
|                                                                  | Demokratische Mittelpartei                                                                             | 6.719     | —   | 0,18  | —     | 0      | —   |
|                                                                  | Llista Jueva                                                                                           | 2.133     | —   | 0,06  | —     | 0      | —   |
|                                                                  | Total (participació 90,5%)                                                                             | 3,729,760 |     | 100.0 |       | 165    |     |
| Font: Siemens Austria, BMI Arxivat 2012-02-27 a Wayback Machine. | |           |     |       |       |        |     |